# Weird menace

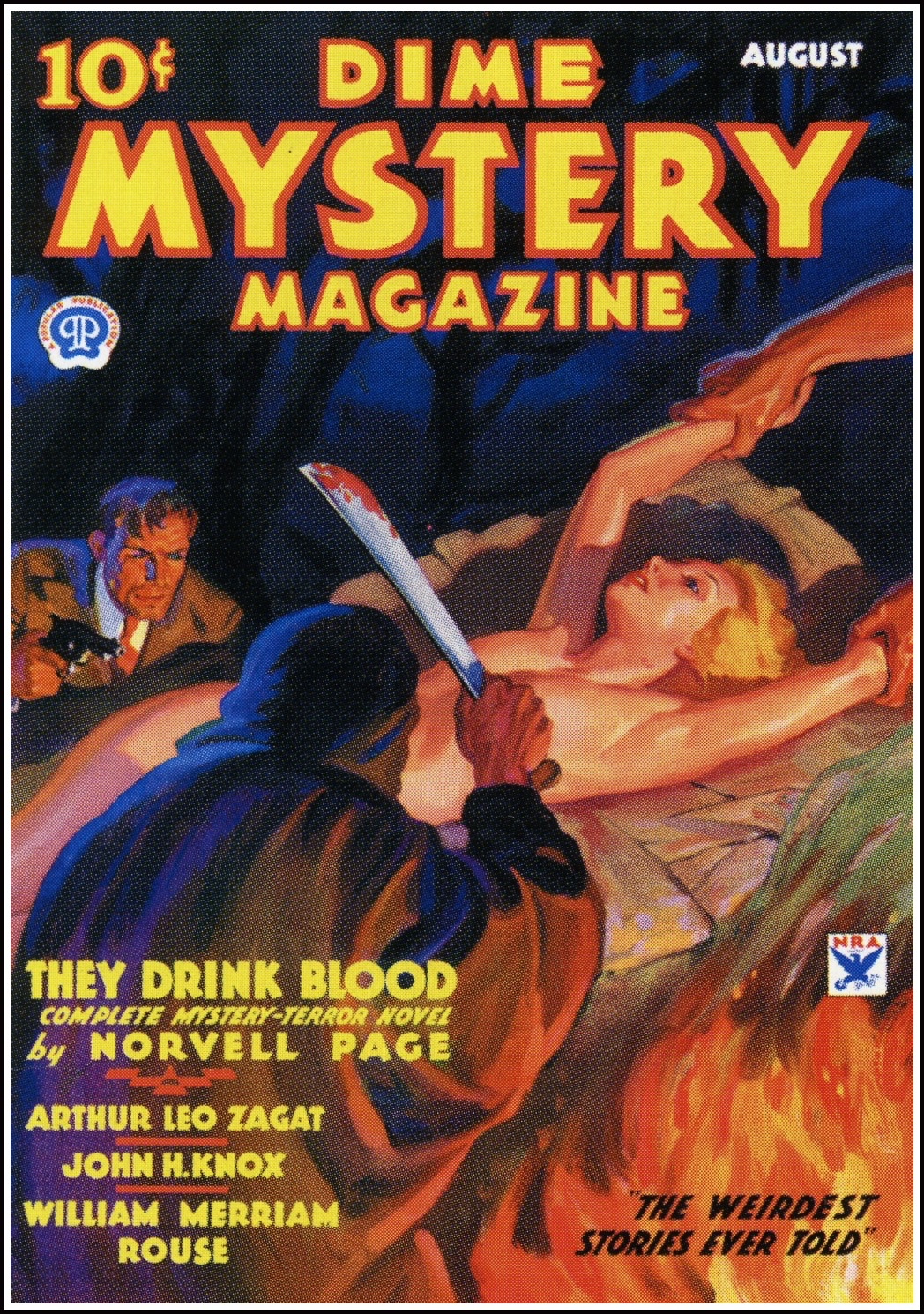
Обложка журнала «Dime Mystery». Август, 1934 год.

Жу́ткая угро́за (англ. Weird Menace) — принятый в англоязычной литературе термин, обозначающий поджанр литературы ужасов, с элементами фантастики и детектива. Появился благодаря буму pulp-журналов в США в 1930-х годах, печатавших циклы коротких остросюжетных рассказов на криминальные темы, в которых герои противостоят всевозможным садистам, маньякам и психопатам. Более точное определение на русском языке — «чёрный детектив».

## История развития «Weird Menace»
В начале 1930-х годов ряд американских коммерческих изданий, специализирующихся на детективной литературе общего потока, таких как «Detective-Dragnet», «All Detective», «Dime Detective» и «Strange Detective Stories», в конкурентной борьбе за массового читателя искали новые формы для своего продукта. В результате начали появляться различные гибридные субжанры — в обычные детективные истории вносились причудливые, жуткие или мистические элементы. В конце концов произошла специализация, чётко разделившая массив всех американских журналов детективного жанра на классический криминальный детектив и субжанр «Жуткой угрозы». Отдельные издания, например «Ten Detective Aces» (преемник «Detective-Dragnet»), продолжали развивать оба направления детективной литературы.
Первопроходцем в чёрном детективе считается журнал «Dime Mystery», который начинал с публикации обычных криминальных детективов, но к 1933 году под влиянием постановок знаменитого парижского театра ужасов «Гран-Гиньоль» приступил к разработке нового жанра. Основная масса публикаций чёрных детективов принадлежит журналам крупнейшего нью-йоркского издательства Popular Publications — Dime Mystery, Terror Tales и Horror Stories. Позже к публикациям аналогичных рассказов под лейблом «Weird Menace» приступил журнал «Thrilling Mysteries» издательства Standard Magazines, вследствие чего между издательствами произошло судебное разбирательство по поводу нарушения прав на товарный знак. В конце 1930-х годов журнал «Mystery Tales» издательства Мартина Гудмена «Red Circle» расширил жанр чёрного детектива, сделав упор на описаниях натуралистических сцен пыток и изнасилований с соответствующими иллюстрациями, что вызвало общественный протест и негативную реакцию других изданий.
Введение цензуры в США в печатных изданиях в начале 1940-х годов положило конец развитию жанра «Weird Menace» в качестве чисто журнального рассказа.

## Представители жанра
- Бруно Фишер (29 июня 1908 − 16 марта 1992)
- Фредерик Дэвис (2 июня 1902 — 28 ноября 1977)
- Артур Дж. Беркс (13 сентября 1898 — 13 мая 1974)
- Роберт Лесли Беллем (19 июля 1902 — 1 апреля 1968)
- Артур Лео Загат (15 февраля 1895 − 3 апреля 1949)
- Уайатт Блэссингейм (6 февраля 1909 − 8 января 1985)
- Джон Г. Нокс (1905—1983)
- Хью Б. Кэйв (11 июля 1910 — 27 июня 2004)
- Пол Эрнст (7 ноября 1899 — 21 сентября 1985)

## Справочная литература
- Jones, Robert. The Shudder Pulps: A History of the Weird Menace Magazines of the 1930s (англ.). — Plume, 1978. — ISBN 0-452-25190-7.
- Robinson, Frank Malcolm. The Incredible Pulps: A Gallery of Fiction Magazine Art (англ.). — Collectors Press, 2006. — ISBN 9781933112169.
- Алексей Гасников "Рыцарь хмурого образа" Архивная копия от 26 января 2016 на Wayback Machine. Журнал DARKER. 20 августа 2014 г.